# Gitane (Van Dongen)
Pour les articles homonymes, voir Gitane.
Ne doit pas être confondu avec Tête de gitane.
Gitane – ou La Curieuse – est un tableau réalisé par le peintre néerlandais Kees van Dongen en 1911. Cette huile sur toile fauve représente une jeune femme gitane vêtue d'un châle bleu foncé se tenant discrètement dans l'embrasure d'une porte. Partie des collections du musée national d'Art moderne depuis son legs par Georges Grammont en 1959, l'œuvre est conservée depuis 1972 au musée de l'Annonciade, à Saint-Tropez, en France.